# Liste der Kulturdenkmäler in Ormont
In der Liste der Kulturdenkmäler in Ormont sind alle Kulturdenkmäler der rheinland-pfälzischen Ortsgemeinde Ormont aufgeführt. Grundlage ist die Denkmalliste des Landes Rheinland-Pfalz (Stand: 17. Juli 2023).

## Einzeldenkmäler
| Bezeichnung                            | Lage                                                | Baujahr | Beschreibung                                                                   | Bild                           |
| -------------------------------------- | --------------------------------------------------- | ------- | ------------------------------------------------------------------------------ | ------------------------------ |
| Katholische Pfarrkirche St. Margaretha | Kirchweg 1 Lage                                     | 1850    | neugotischer Saalbau, 1850                                                     | weitere Bilder Fotos hochladen |
| Quereinhaus                            | Schneifelstraße 12 Lage                             | 1791    | Wohnteil eines Quereinhauses (?), bezeichnet 1791                              | weitere Bilder Fotos hochladen |
| Wegekreuz                              | Weinstraße, bei Nr. 12 Lage                         |         | gusseiserner Kruzifix, Datierung unklar                                        | weitere Bilder Fotos hochladen |
| Wegekreuz                              | südwestlich des Ortes in einer Straßengabelung Lage |         | gusseiserner Kruzifix, Datierung unklar; nicht auffindbar; eventuell gestohlen | BW                             |
| Höckerlinie                            | an der westlichen Grenze der Ortsgemeinde Lage      | 1939    | mehrere sehr gut erhaltene Abschnitte der Höckerlinie des Westwalls            | weitere Bilder Fotos hochladen |